# ATP-toernooi van Keulen 1
Het ATP-toernooi van Keulen 1 is een tennistoernooi voor mannen dat voor het eerst in 2020 op de ATP-kalender staat. Het is het eerste van 2 toernooien (naast de Bett1Hulks Championships) die in de Duitse stad Keulen plaatsvinden; deze toernooien werden in het leven geroepen ter compensatie van de annulatie van verschillende tennistoernooien door de coronapandemie in 2020.

## Finales

### Enkelspel
| Jaar | Winnaar          | Finalist              | Score    |
| ---- | ---------------- | --------------------- | -------- |
| 2020 | Alexander Zverev | Félix Auger-Aliassime | 6-3, 6-3 |

### Dubbelspel
| Jaar | Winnaars                            | Finalisten                | Score    |
| ---- | ----------------------------------- | ------------------------- | -------- |
| 2020 | Pierre-Hugues Herbert Nicolas Mahut | Łukasz Kubot Marcelo Melo | 6-4, 6-4 |

ITF-toernooien (mannen en vrouwen)

ATP-toernooien (mannen) – ATP-seizoen 2025

WTA-toernooien (vrouwen) – WTA-seizoen 2025

Voormalige toernooien mannen
Voormalige toernooien vrouwen
Voormalige amateurtoernooien